# Günther Kerstein
Günther Gustav Kerstein (* 11. Oktober 1904 in Hameln; † 29. März 1979 ebenda) war Apotheker und Chemiehistoriker.

## Leben
Sein Vater, Wilhelm Kerstein (1859–1922), war seit 1890 Apotheker in der Raths-Apotheke in Hameln.
Günther Kerstein studierte Pharmazie beim Chemiker Georg Lockemann in Berlin und Medizin in München und Münster.
Er heiratete Elfriede Russell. Am 13. September 1938 wurde ihr Sohn Eike Wilhelm geboren, der auch Pharmazeut wurde.
Nach dem Zweiten Weltkrieg übernahm er die Leitung der Raths-Apotheke. In den 1950ern begann er mit der Produktion eigener Arzneimittel. Er gründete die Pharmazeutische Fabrik Hameln in der Bäckerstraße 5, die Herzglykoside in Ampullenform anbot und später von Christian Joh. Bartholomäus geführt wurde, sowie Galenopharm, die veterinärmedizinische Präparate fertigte. Nach einigen Zukäufen firmiert das Unternehmen seit 1978 unter dem Namen Pharma Hameln GmbH. 1967 übernahm sein Sohn die Leitung des Familienunternehmens mit 200 Mitarbeitern. Im Jahr 2014 wurde das Unternehmen von der Siegfried Gruppe übernommen.
An der Johann Wolfgang Goethe-Universität Frankfurt am Main war er Lehrbeauftragter für Geschichte der Chemie und Pharmazie. Er war auch Schatzmeister und Vorsitzender der Fachgruppe Chemie in der Deutschen Gesellschaft für Geschichte der Medizin, Naturwissenschaft und Technik in Frankfurt.

## Veröffentlichungen
- Index zur Geschichte der Medizin, Naturwissenschaft und Technik; mit Johannes Steudel und Otto Mahr; Urban und Schwarzenberg, 1953
- Über die medizinische Arbeit des Morphiumentdeckers Sertürner; In: Wissenschaftliche Zeitschrift der Karl-Marx-Universität; Band 5; Leipzig; 1956
- Pharmakologische Untersuchungen einiger Baldrianinhaltsstoffe und von Baldriantinkturen aus frischer und getrockneter Droge; Göttingen, 1950
- Entschleierung der Materie – vom Werden unserer chemischen Erkenntnis; Stuttgart, Franckh, 1962 (Als Gegenstück zu Werner Braunbeks Aufbruch ins Grenzenlose – Vom Werden unserer physikalischen Erkenntnis)
- Geschichte der analytischen Chemie mit Ferenc Szabadvary, Budapest, Akad. Kiadó, 1966
- Herausgeber der Autobiografie von Paul Walden
- Oriens-Occidens: ausgewählte Schriften zur Wissenschafts- und Kulturgeschichte; mit Willy Hartner,
- Buch und Wissenschaft: Beispiele aus der Geschichte der Medizin; mit Eberhard Schmauderer; Driburger Kreis